# Bundesanstalt für Verwaltungsdienstleistungen

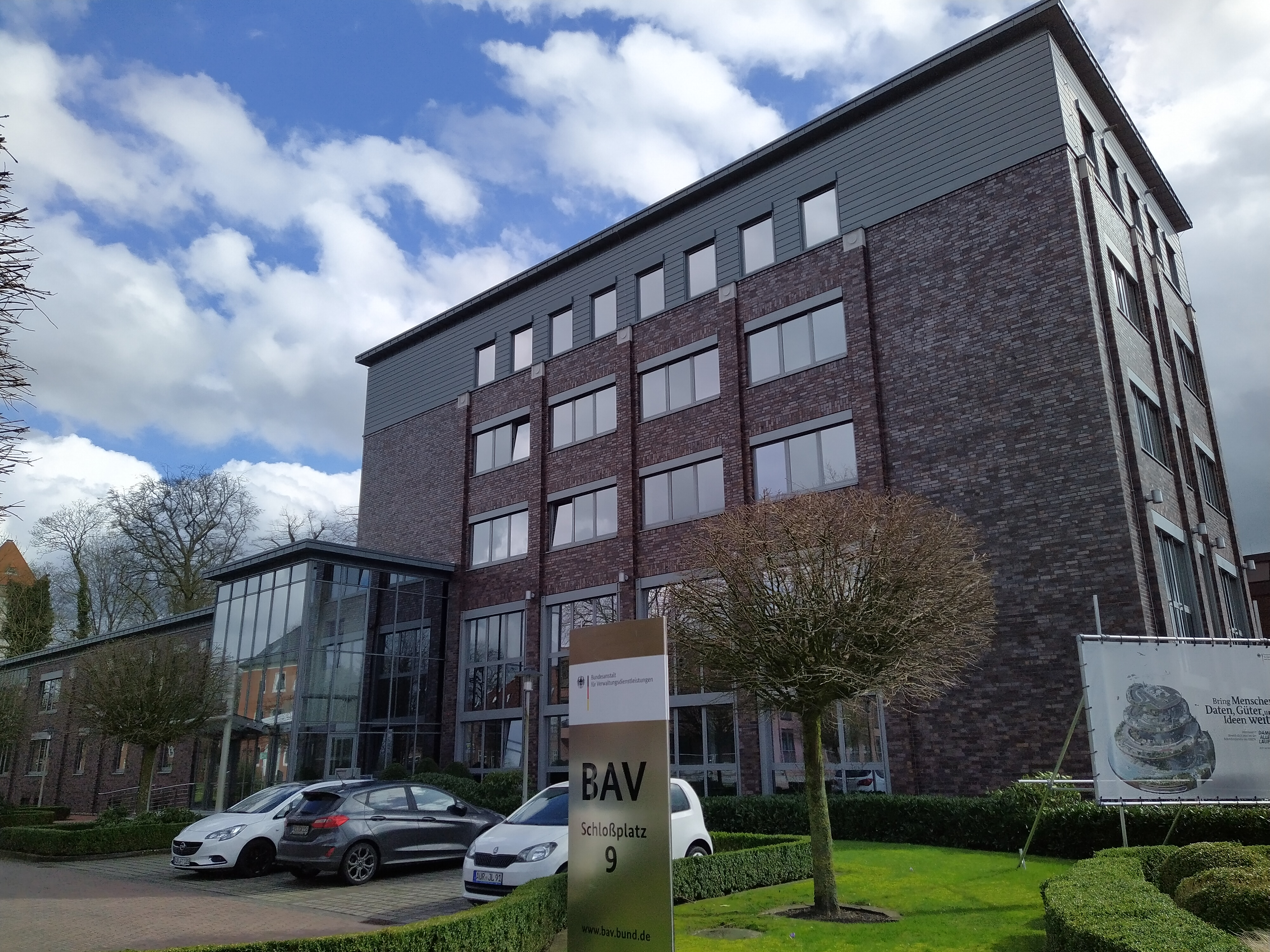
Zentrale in Aurich

Die Bundesanstalt für Verwaltungsdienstleistungen (BAV) ist eine Bundesoberbehörde im Geschäftsbereich des Bundesministeriums für Digitales und Verkehr (BMDV). Als ressorteigene Dienstleisterin wurde sie am 1. Juli 2013 in Aurich gegründet. Die Motivation für die Schaffung der Behörde ist, Verwaltungsaufgaben an einer zentralen Stelle zu bündeln und damit effizienter und wirtschaftlicher zu erledigen.

## Aufgaben und Organisation
Die Aufgaben der BAV sind vielfältige Dienstleistungen im Personal- und Organisationsmanagement sowie der Internen Revision für die Behörden im Ressort des Bundesministeriums für Digitales und Verkehr. Zudem setzt die BAV Förderprogramme des BMDV vor allem aus dem Bereich der digitalen und nachhaltigen Mobilität um.
Die BAV hat neben ihrer Zentrale in Aurich weitere Standorte in Hannover, Kiel, Koblenz, Magdeburg, Münster und Würzburg.
Behördenleiterin ist seit September 2022 Ruth Mülder.